# 市场形式
市场形式（Market structure）， 经济学术语，是对例如完全竞争，垄断性竞争等不同类型市场的一个统称。
市場形式主要根據市場資訊分為完全競爭及不完全競爭兩大類，而在不完全競爭中又根據買家及賣家數量，產品差異化，進入市場的難度等分為壟斷，寡頭壟斷及壟斷性競爭三種。
主要的市场形式包括：
- 完全竞争
- 不完全競爭
  - 垄断性竞争
  - 寡头垄断
  - 垄断
  - 自然垄断
  - 买方垄断